# 漆原徳光
漆原 徳光（うるしはら のりみつ）は、東京都出身の日本の実業家、元レーシングドライバー。
漆原不動産株式会社（東京都文京区）代表取締役社長。

## 経歴
父は戦時中に軍需工場の社長をしており、1945年東京大空襲の際には工場が米軍B-29による攻撃の標的となった。戦争が終わると実家が不動産業「漆原不動産」に転身した。
1969年レースデビュー。1970年のマカオグランプリにはロータス・41で出場し4位の記録を残している。以後1970年代に富士グランチャンピオンレース（富士GC）、フォーミュラカーレースに移行後の日本グランプリ、全日本F2000選手権などで活躍。普段から口数が少ないことやメガネをかけた風貌から「ドクター漆原」の異名で知られた（なお「ドクター」の名がついているが、本人は医者ではない）。自動車のほかに船舶免許とヘリコプター操縦免許を取得し、陸・海・空の運転資格を所持している。
F2000は1976年シーズンが最後の参戦となり、富士GCは1978年のフル参戦が最後となった。1980年代以降は実家の漆原不動産を継ぎレーシングドライバーとしては引退。2005年に発表された最後の長者番付（高額納税者公示制度）で総合89位に名が記され、東京都内と千葉県を中心に180室の不動産を所有するなど実業家として成功を収めた。
2023年に受けた取材では、千葉県御宿の邸宅で日々海を見ながら暮らしていることを明かし、「70歳を過ぎてからはすべてが虚しくなった。ビジネスはもう広げません、あと片付けの段階です。友人にも資産家がいましたが、皆50歳前後で逝ってしまった。お金はあの世には持っていけないし、会社を後継者に託す考えもない。今後は所有する不動産も処分していって浮世離れした暮らしをしようと考えています。私は厭世論者なんです」と述べている。

## レース戦績
- 1969年 フジスピードカップ S1クラス 優勝（ホンダ・S800）[7]
- 1969年 日本グランプリグランドツーリングカー 2位（ホンダ・S800）
- 1970年 JAFグランプリ 4位（ロータス・41）
- 1971年 日本グランプリ 6位（ロータス・69 フォード・FVA）
- 1971年 日本オールスターレース FL-B 2位（ロータス・69 フォード・FVA）
- 1972年 日本グランプリ 4位（ロータス・69 三菱）
- 1974年 全日本富士1000kmフォーミュラ 優勝（マーチ・742）

### 富士グランチャンピオンシリーズ
| 年     | マシン             | エンジン   | 1       | 2       | 3        | 4       | 5       | 6      | 7     | 8      | 順位 | ポイント |
| ------ | ------------------ | ---------- | ------- | ------- | -------- | ------- | ------- | ------ | ----- | ------ | ---- | -------- |
| 1972年 | ローラ・T290       | 三菱・R39B | FSW     | FSW1 6  | FSW2 Ret | FSW 2   | FSW 1   | FSW 4  |       |        |      |          |
| 1973年 | ローラ・T290       | 三菱・R39B | FSW 13  | FSW1 6  | FSW2 8   | FSW 7   | FSW Ret |        |       |        |      |          |
| 1974年 | マーチ・74S        |            | FSW DNS | FSW 10  |          |         |         |        |       |        |      |          |
| 1974年 | シェブロン・B19/23 |            |         |         | FSW Ret  |         |         |        |       |        |      |          |
| 1977年 | シェブロン・B36    |            | FSW Ret | FSW Ret | FSW 15   | FSW 7   | FSW 6   |        |       |        |      |          |
| 1978年 | シェブロン・B36SP  |            | FSW1 11 | FSW2 17 | FSW 7    | FSW1 10 | FSW2 4  | FSW3 9 | FSW 6 | FSW 18 |      |          |

### 全日本F2000選手権
| 年     | チーム               | マシン      | エンジン  | タイヤ | 1       | 2   | 3     | 4   | 5   | 順位 | ポイント |
| ------ | -------------------- | ----------- | --------- | ------ | ------- | --- | ----- | --- | --- | ---- | -------- |
| 1976年 | ウルシハラレーシング | マーチ・742 | BMW M12/7 | D      | FSW Ret | SUZ | FSW 8 | SUZ | SUZ | 17位 | 3        |